# Changan CS55
Changan CS55 – samochód osobowy typu SUV klasy kompaktowej produkowany pod chińską marką Changan od 2017 roku. Od 2021 roku produkowana jest druga generacja modelu.

## Pierwsza generacja

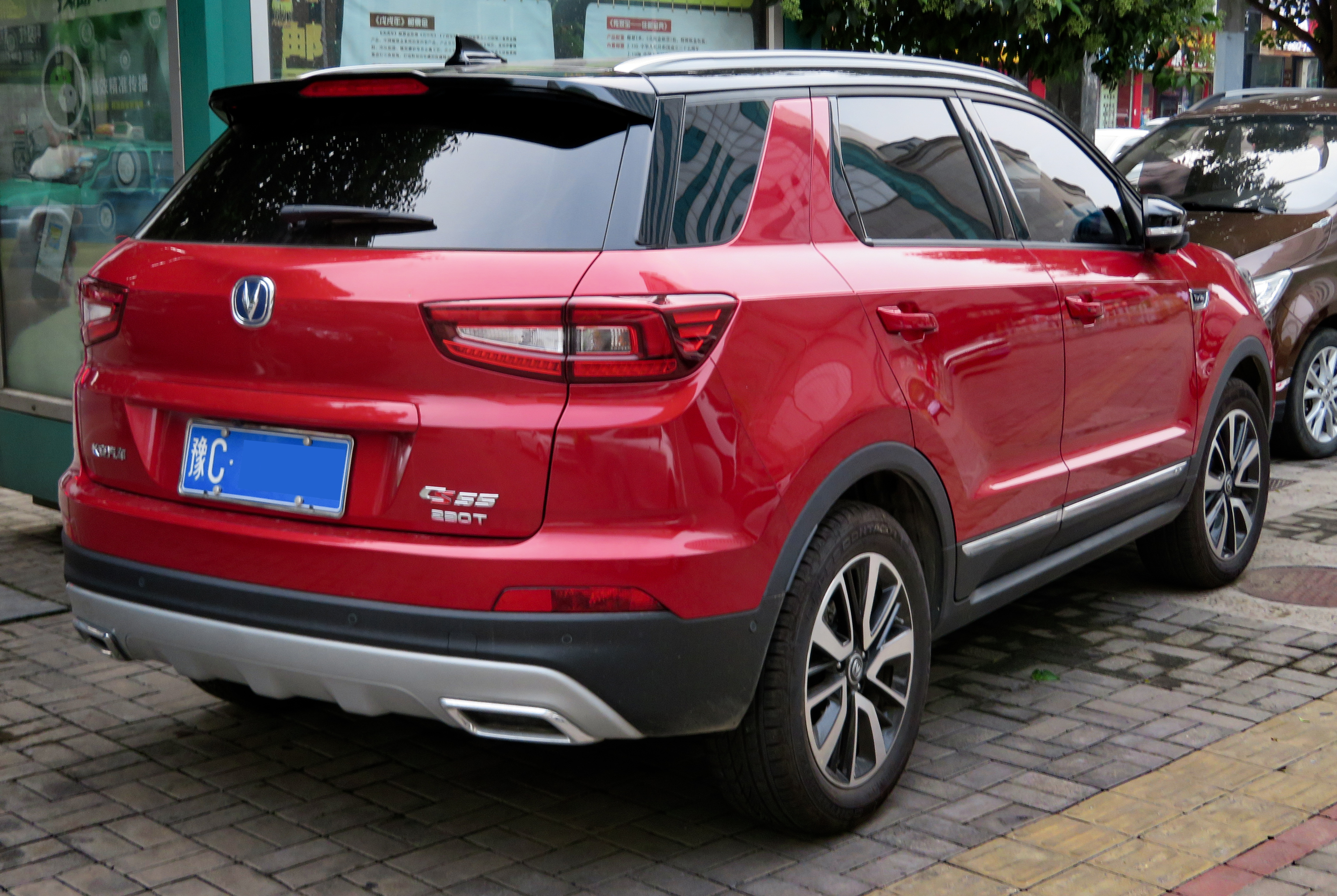
Changan CS55 I - tył

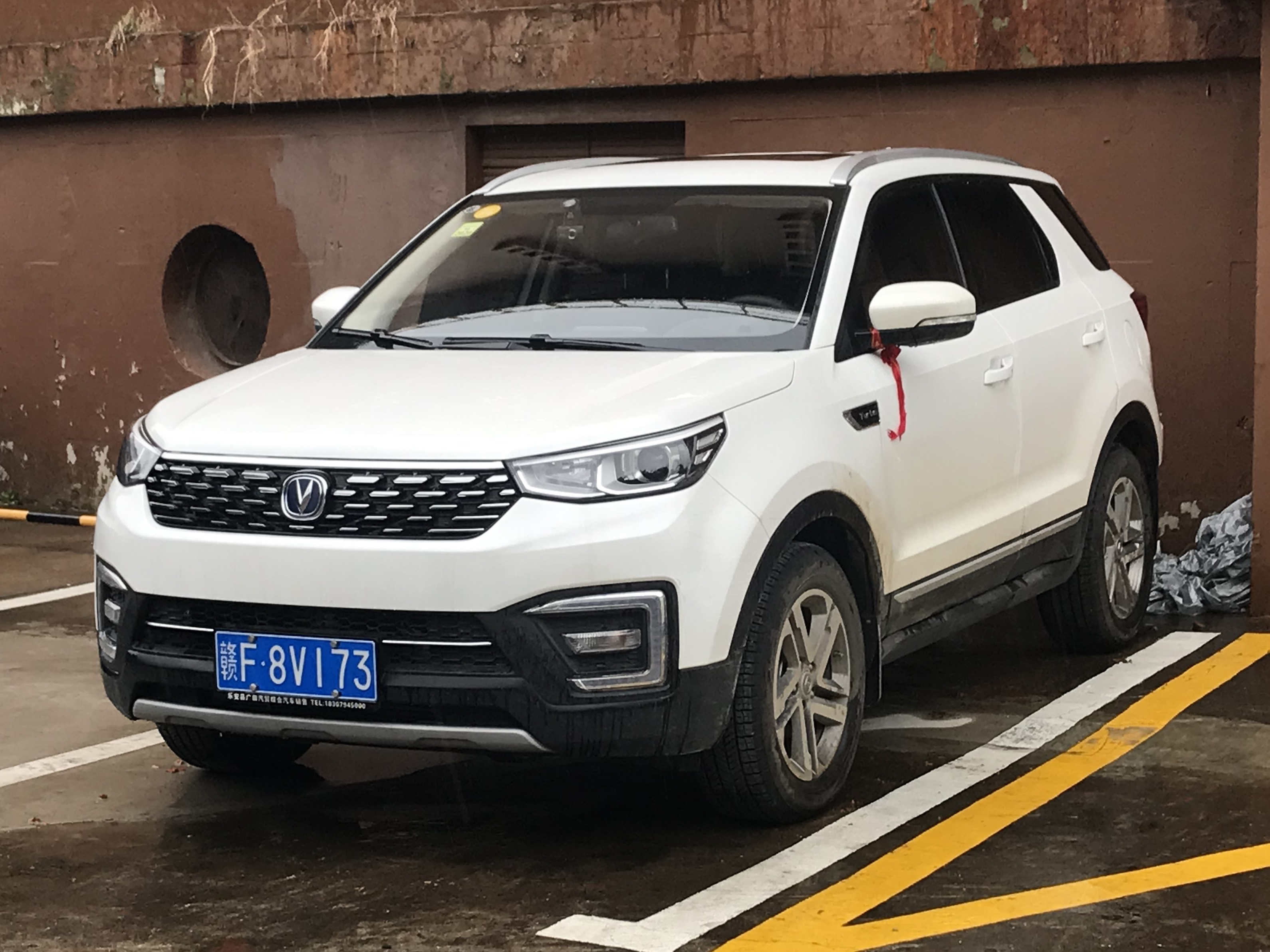
Changan CS55 I po liftingu

Changan CS55 I został zaprezentowany po raz pierwszy w 2017 roku.
Changan podczas Shanghai Auto Show przedstawił nowy model kompaktowego SUV-a opartego na bazie większego modelu CS75, dzieląc z nim podzespoły techniczne oraz niektóre elementy nadwozia. 
Za projekt stylistyczny samochodu odpowiedzialny był europejski zespół projektowy we włoskim Turynie, nadając mu awangardową, obfitującą w ostre kanty stylistykę, którą urozmaiciło opcjonalne dwubarwne malowanie nadwozia. 
Charakterystyczną cechą pasa przedniego stały się agresywnie ukształtowane reflektory oraz szeroka, zdobiona chromem atrapa chłodnicy z dużym napisem Changan napisanym drukowanymi literami. Linia okien poprowadzona została wysoko, a szybę klapy bagażnika optycznie połączono jednym pasem z okienkami bagażnika. Nadwozie zyskało wysokie, i zarazem wąskie proporcje.
Gamę jednostek napędowych utworzył jeden, turbodoładowany silnik benzynowy o pojemności 1,5-litra, który połączyć można z 6-biegową przekładnią manualną lub 6-biegową przekładnią automatyczną.

### Lifting
Rok po debiucie Changan CS55 przeszedł drobną restylizację, która ograniczyła się do zastąpienia dotychczasowego wzoru atrapy chłodnicy z dużym napisem z marką pojazdu umieszczonym centralnie logotypem oraz innym układem poprzeczek.

### Silnik
- R4 1.5l Turbo

### CS55 Plus/CS55 E-Rock

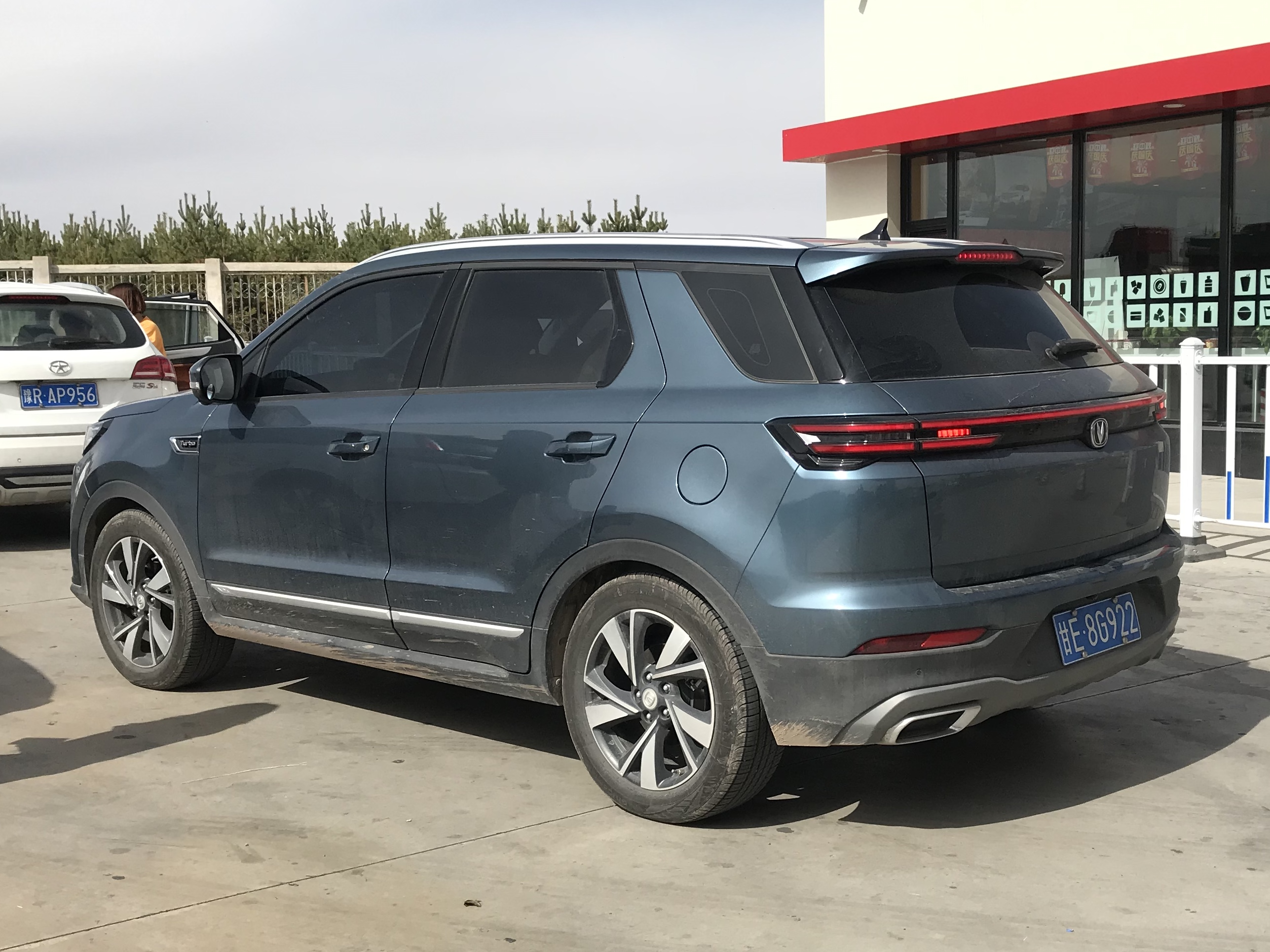
Changan CS55 Plus I - tył

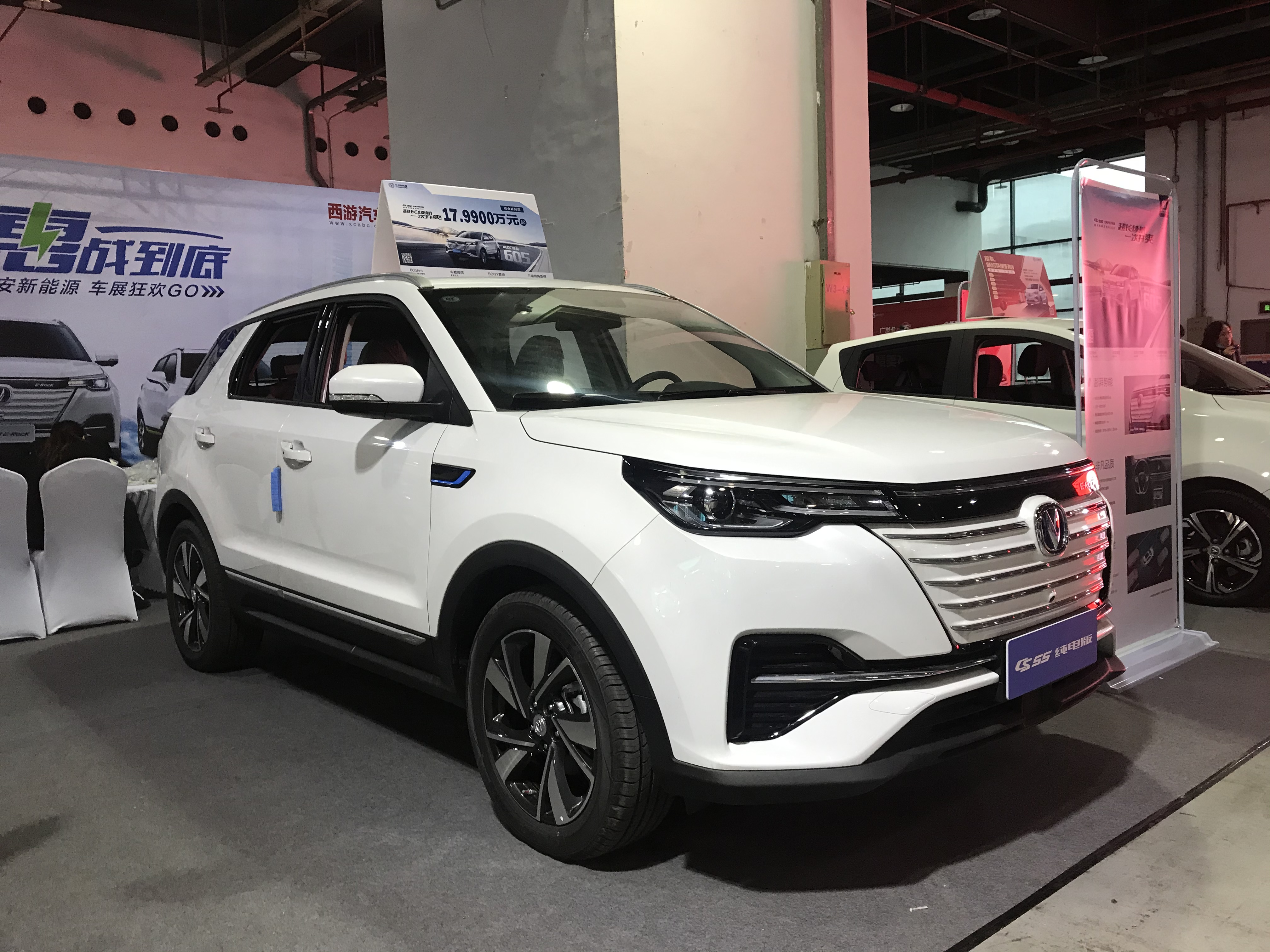
Changan CS55 E-Rock

Changan CS55 Plus I został zaprezentowany po raz pierwszy w 2019 roku.
Dwa lata po premierze CS55 Changan poszerzył ofertę swoich SUV-ów o nowocześniejszy model CS55 Plus, będący głęboko zmodernizowanym wariantem dotychczasowego modelu, który pozostał w ofercie jako tańsza i mniej zaawansowana technicznie alternatywa.
Pod kątem wizualnym CS55 Plus zaadaptował nowy język stylistyczny Changana o przydomku Yuyue, charakteryzując się dużym trapezoidalnym wlotem powietrza dominującym pas przedni, a także agresywniej ukształtowanymi reflektorami z ciemnymi wkładami i czarną poprzeczką między nimi. Tylną część nadwozia połączył świetlisty pas przez całą szerokość pojazdu, wydłużając CS55 Plus w stosunku do tańszego CS55.

### CS55 E-Rock
W lipcu 2020 roku przedstawiono wariant w pełni elektryczny, który pod nazwą Changan CS55 E-Rock powstał na bazie zmodernizowanego CS55 Plus. Pod kątem wizualnym zyskał on lakierowany panel zamiast pierwotnej atrapy chłodnicy, a także inną stylizację zderzaków.
Pod kątem technicznym Changan CS55 E-Rock napędzany jest silnikiem elektrycznym o mocy 215 KM, który pozwala na osiągnięcie maksymalnego momentu obrotowego 300 Nm i 150 km/h prędkości maksymalnej. Bateria o pojemności 84,2 kWh pozwala osiągnąć maksymalny zasięg 605 kilometrów na jednym ładowaniu.

### Silnik
- R4 1.5l Turbo

## Druga generacja

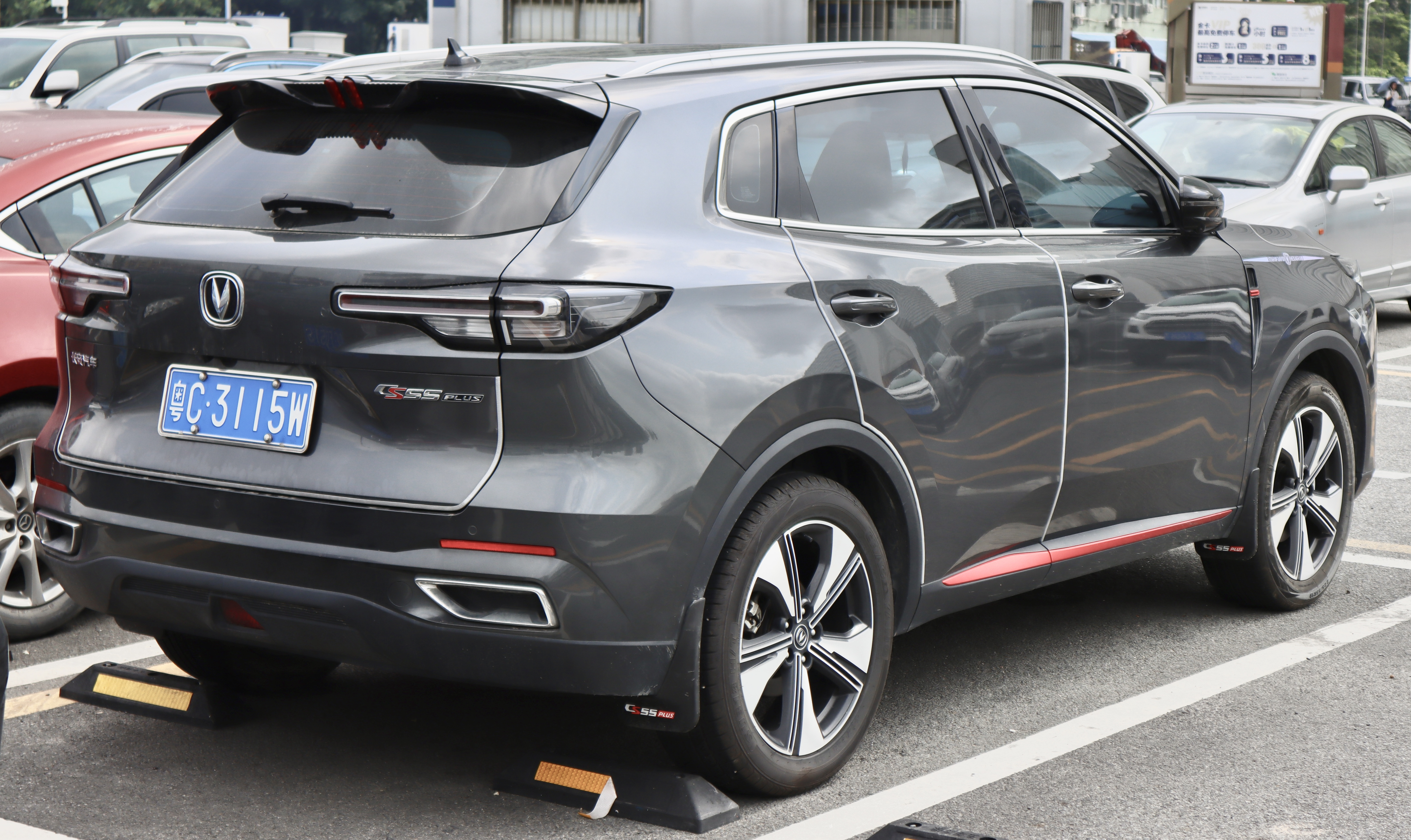
Changan CS55 Plus II - tył

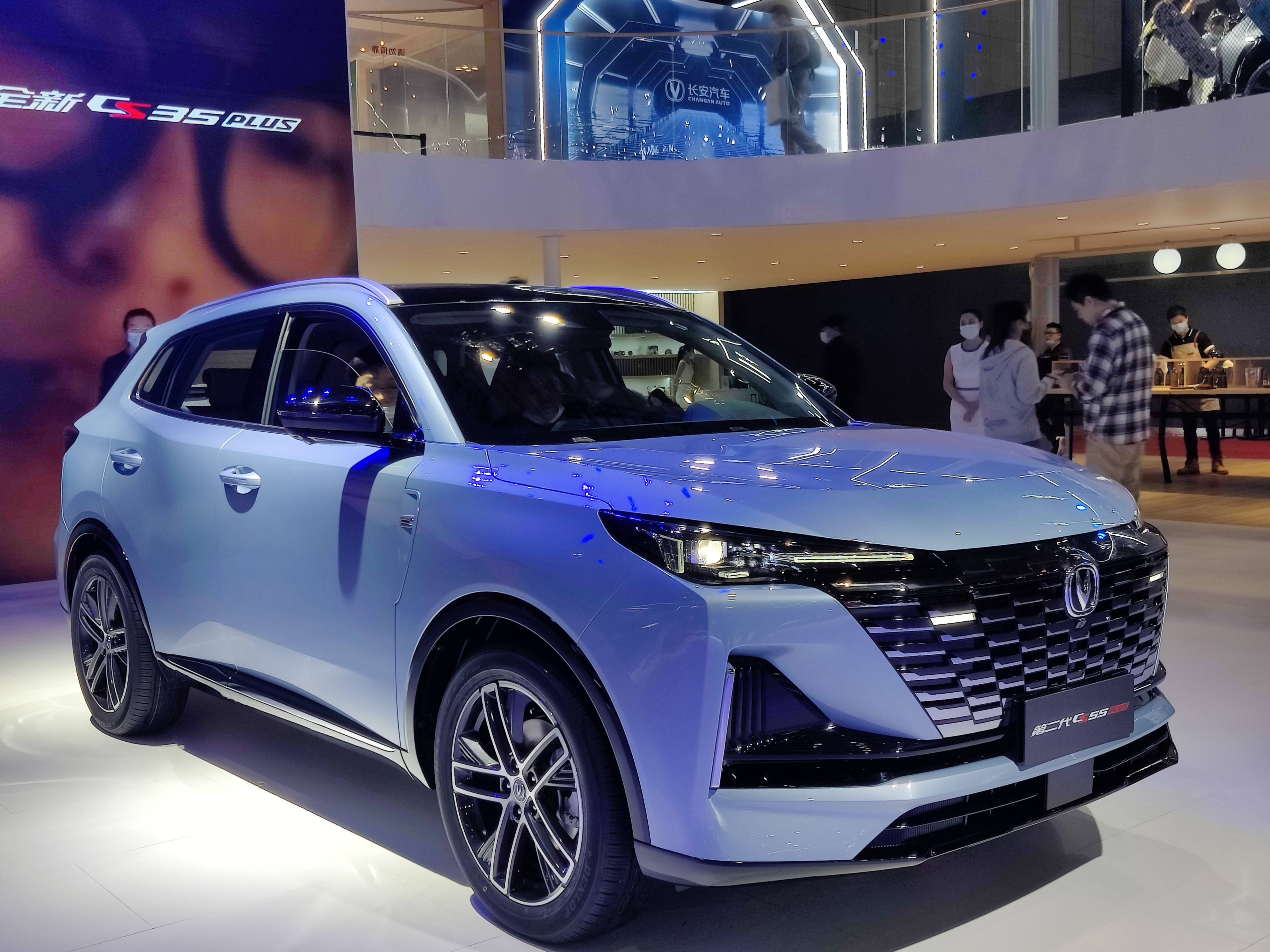
Changan CS55 Plus II EX

Changan CS55 Plus II został zaprezentowany po raz pierwszy w 2021 roku.
Niespełna po 4 latach od premiery modelu CS55 i 2 latach od debiutu topowej odmiany CS55 Plus, Changan przedstawił zupełnie nowy model drugiej generacji, który zaadaptował drugi człon nazwy Plus po nowszej wersji poprzednika. 
Samochód przeszedł gruntowną metamorfozę pod kątem wizualnym, zyskując bardziej muskularną sylwetkę z wysoko poprowadzoną linią okien i agresywnie stylizowanym pasem przednim w stylu modeli UNI-T i UNI-K, z wąskimi reflektorami w technologii LED i trapezoidalnym kształtem wlotu powietrza.
W porównaniu do pierwszej generacji, Changan CS55 Plus stał się większy zarówno pod kątem długości, jak i szerokości, wysokości i rozmiaru rozstawu osi. Gamę jednostek napędowych utworzył z kolei turbodoładowany, czterocylindrowy silnik benzynowy o pojemności 1,5-litra i mocy 188 KM.

### Lifting
We wrześniu 2023 samochód przeszedł obszerną restylizację, w ramach której wprowadzono nowy projekt zderzaków. Atrapa chłodnicy uzyskała nowy, bezramienny wzór o strukturze płynnie połączony ze zderzakiem. Przeprojektowano też oświetlenie, a także zmodyfikowano tylne światło stopu nadając mu nietypowy wzór podwójnej kreski a la znak pauzy. Zmiany wizualne objęły jeszcze układ przyrządów w kabinie pasażerskiej, a także środkowy tunel. Silniki pozostały bez zmian, za to zmiany wizualne wpłynęły na dłuższe nadwozie.

### Sprzedaż
Druga generacja CS55 Plus trafił do sprzedaży na rodzimym rynku chińskim niespełna pół roku po premierze, we wrześniu 2021 roku, początkowo pozostając produktem dostępnym wyłącznie w tym regionie. Dopiero 3 lata później producent przeszedł do poszerzenia zasięgu rynkowego kompaktowego SUV-a o rynki eksportowe, poczynając od Bliskiego Wschodu pod inną nazwą - Changan UNI-S.

### Silnik
- R4 1.5l Turbo